# Каппель-ам-Альбис
Каппель-ам-Альбис (нем. Kappel am Albis) — коммуна в Швейцарии, в кантоне Цюрих.

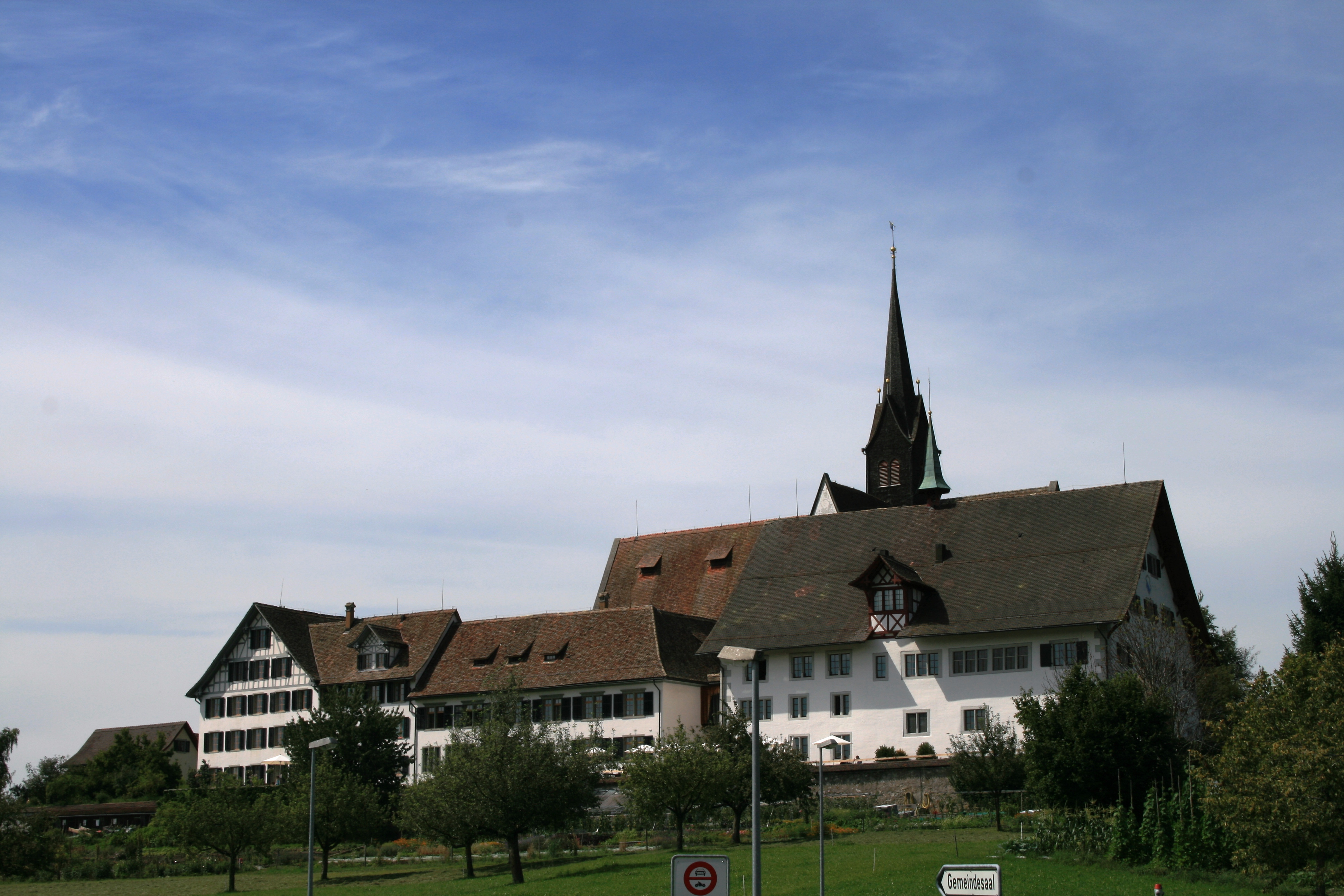
Каппель-на-Альбисе

Входит в состав округа Аффольтерн. Население составляет 846 человек (на 31 декабря 2007 года). Официальный код — 0006.